# Prima Categoria Campania 1966-1967
Il campionato di calcio di Prima Categoria 1966-1967 è stato il V livello del campionato italiano. A carattere regionale, fu l'ottavo campionato dilettantistico con questo nome dopo la riforma voluta da Zauli del 1958.
Questi sono i gironi organizzati dalla regione Campania. Dalla stagione 1952-53 le squadre molisane erano aggregate al Comitato Regionale Campano.
Con la creazione del Comitato Provinciale di Campobasso (1952), le squadre molisane nuove affiliate si iscrivevano al campionato provinciale (dal 1959-60 = Terza Categoria) e agli altri campionati campani di Prima e Seconda Categoria.

## Girone A

### Squadre partecipanti
| Squadra             | Città (provincia)             | Stagione 1965-1966 |
| ------------------- | ----------------------------- | ------------------ |
| Pol. Acerrana       | Acerra (NA)                   |                    |
| S.P. Afragolese     | Afragola (NA)                 |                    |
| U.S. Arzanese       | Arzano (NA)                   |                    |
| U.S. Aversana       | Aversa (CE)                   |                    |
| Pol. Benevento      | Benevento                     |                    |
| Pol. Casoria        | Casoria (NA)                  |                    |
| S.S. Giugliano      | Giugliano in Campania (NA)    |                    |
| Juve Sammaritana    | Santa Maria Capua Vetere (CE) |                    |
| S.C. Juvenes        | Campobasso                    |                    |
| S.S. Maddalonese    | Maddaloni (CE)                |                    |
| Pol. Marano         | Marano di Napoli (NA)         |                    |
| A.C. Pomigliano     | Pomigliano d'Arco (NA)        |                    |
| A.S. Quarto         | Quarto (NA)                   |                    |
| Rinascita Frattese  | Frattamaggiore (NA)           |                    |
| Pol. Sanfeliciana   | San Felice a Cancello (CE)    |                    |
| S.S.C. Santantimese | Sant’Antimo (NA)              |                    |

### Classifica finale
|  | Pos. | Squadra            | Pt | G  | V  | N  | P  | GF | GS | DR |
|  | ---- | ------------------ | -- | -- | -- | -- | -- | -- | -- | -- |
|  | 1.   | Maddalonese        | 43 | 30 | 18 | 7  | 5  | 57 | 19 |    |
|  | 2.   | Acerrana           | 41 | 30 | 18 | 5  | 7  | 49 | 24 |    |
|  | 3.   | Pomigliano         | 41 | 30 | 16 | 9  | 5  | 54 | 29 |    |
|  | 4.   | Afragolese         | 37 | 30 | 14 | 9  | 7  | 37 | 21 |    |
|  | 5.   | Casoria            | 36 | 30 | 13 | 10 | 7  | 37 | 29 |    |
|  | 6.   | Juve Sammaritana   | 36 | 30 | 14 | 8  | 8  | 41 | 27 |    |
|  | 7.   | Santantimese       | 36 | 30 | 14 | 8  | 8  | 43 | 40 |    |
|  | 8.   | Benevento          | 35 | 30 | 12 | 11 | 7  | 37 | 19 |    |
|  | 9.   | Arzanese           | 27 | 30 | 10 | 7  | 13 | 37 | 36 |    |
|  | 10.  | Quarto             | 27 | 30 | 8  | 11 | 11 | 28 | 46 |    |
|  | 11.  | Sanfeliciana       | 26 | 30 | 8  | 10 | 12 | 31 | 37 |    |
|  | 12.  | Juvenes Campobasso | 22 | 30 | 8  | 6  | 16 | 30 | 45 |    |
|  | 13.  | Marano             | 22 | 30 | 7  | 8  | 15 | 37 | 47 |    |
|  | 14.  | Giugliano          | 21 | 30 | 5  | 11 | 14 | 28 | 46 |    |
|  | 15.  | Aversana           | 19 | 30 | 7  | 5  | 18 | 28 | 46 |    |
|  | 16.  | Rinascita Frattese | 11 | 30 | 1  | 9  | 20 | 22 | 73 |    |

Legenda:
      Ammessa alle finali regionali.
      Retrocessa.
Regolamento:
Due punti a vittoria, uno a pareggio, zero a sconfitta.

### Verdetti
- Maddalonese ammessa alle finali regionali
- Acerrana e Benevento furono ammesse alla Serie D a completamento organici.

## Girone B

### Squadre partecipanti
| Squadra                    | Città (provincia)    | Stagione 1965-1966 |
| -------------------------- | -------------------- | ------------------ |
| U.S. Aenaria               | Lacco Ameno (NA)     |                    |
| S.S. Alba Napoli           | Napoli               |                    |
| A.S. Alba XXIII            | Pozzuoli (NA)        |                    |
| S.P. Barrese               | Napoli-Barra         |                    |
| S.S. Ercolanese            | Ercolano (NA)        |                    |
| A.C. Ilva Bagnolese        | Napoli-Bagnoli       |                    |
| U.S. Juve S.A.F.F.A        | Napoli               |                    |
| F.B.C. Libertas Vomero     | Napoli               |                    |
| Pianurese                  | Napoli-Pianura       |                    |
| S.S. Portici               | Portici (NA)         |                    |
| A.S. Posillipo             | Napoli               |                    |
| U.S. Portosalvo Isolaverde | Ischia (NA)          |                    |
| A.S. Sanità                | Napoli               |                    |
| A.S. Sorrento              | Sorrento (NA)        |                    |
| F.C. Turris                | Torre del Greco (NA) |                    |
| Vigili Urbani              | Napoli               |                    |

### Classifica finale
|  | Pos. | Squadra               | Pt | G  | V  | N  | P  | GF | GS | DR  |
|  | ---- | --------------------- | -- | -- | -- | -- | -- | -- | -- | --- |
|  | 1.   | Portici               | 48 | 30 | 20 | 8  | 2  | 34 | 13 | +21 |
|  | 2.   | Turris                | 43 | 30 | 18 | 7  | 5  | 47 | 22 | +25 |
|  | 3.   | Alba XXIII            | 41 | 30 | 17 | 7  | 6  | 52 | 23 | +29 |
|  | 4.   | Libertas Vomero       | 36 | 30 | 13 | 10 | 7  | 39 | 24 | +15 |
|  | 5.   | Ilva Bagnolese        | 36 | 30 | 13 | 10 | 7  | 39 | 29 | +10 |
|  | 6.   | Portosalvo Isolaverde | 35 | 30 | 14 | 7  | 9  | 31 | 30 | +1  |
|  | 7.   | Posillipo             | 30 | 30 | 10 | 10 | 10 | 33 | 39 | -6  |
|  | 8.   | Pianurese             | 27 | 30 | 10 | 7  | 13 | 30 | 39 | -9  |
|  | 9.   | Barrese               | 27 | 30 | 10 | 7  | 13 | 28 | 34 | -6  |
|  | 10.  | Aenaria               | 26 | 30 | 9  | 8  | 13 | 31 | 36 | -5  |
|  | 11.  | Juve S.A.F.F.A.       | 25 | 30 | 9  | 7  | 14 | 35 | 31 | +4  |
|  | 12.  | Ercolanese            | 24 | 30 | 5  | 14 | 11 | 26 | 39 | -13 |
|  | 13.  | Vigili Urbani         | 22 | 30 | 5  | 12 | 13 | 24 | 38 | -14 |
|  | 14.  | Alba Napoli           | 21 | 30 | 8  | 5  | 17 | 31 | 50 | -19 |
|  | 15.  | Sorrento              | 20 | 30 | 5  | 10 | 15 | 30 | 39 | -9  |
|  | 16.  | Sanità Napoli         | 20 | 30 | 5  | 10 | 15 | 32 | 46 | -14 |

Legenda:
      Ammessa alle finali regionali.
      Retrocessa.
Regolamento:
Due punti a vittoria, uno a pareggio, zero a sconfitta.

### Verdetti
- Turris promosso per ripescaggio.

## Girone C

### Squadre partecipanti
| Squadra                | Città (provincia)         | Stagione 1965-1966 |
| ---------------------- | ------------------------- | ------------------ |
| U.S. Agropoli          | Agropoli (SA)             |                    |
| U.S. Angri             | Angri (SA)                |                    |
| U.S. Battipagliese     | Battipaglia (SA)          |                    |
| G.S. Bertoni Lampara   | Battipaglia (SA)          |                    |
| Pol. Cavese            | Cava de' Tirreni (SA)     |                    |
| G.S. Ebolitano         | Eboli (SA)                |                    |
| Pol. Gelbison          | Vallo della Lucania (SA)  |                    |
| Nuova Alba             | Scafati (SA)              |                    |
| A.C. Nuovo Terzigno    | Terzigno (NA)             |                    |
| U.S. Paganese          | Pagani (SA)               |                    |
| A.S. Palmese           | Palma Campania (NA)       |                    |
| Pol. Rocchese          | Roccapiemonte (SA)        |                    |
| S.C. Sapri             | Sapri (SA)                |                    |
| A.C. Sianese           | Siano (SA)                |                    |
| S.C. Sarnese           | Sarno (SA)                |                    |
| S.S. Vis Sanseverinese | Mercato San Severino (SA) |                    |

### Classifica finale
|  | Pos. | Squadra           | Pt | G  | V | N | P | GF | GS | DR |
|  | ---- | ----------------- | -- | -- | - | - | - | -- | -- | -- |
|  | 1.   | Paganese          | 50 | 30 |   |   |   |    |    |    |
|  | 2.   | Nuovo Terzigno    | 44 | 30 |   |   |   |    |    |    |
|  | 3.   | Angri             | 42 | 30 |   |   |   |    |    |    |
|  | 4.   | Battipagliese     | 40 | 30 |   |   |   |    |    |    |
|  | 5.   | Sarnese           | 37 | 30 |   |   |   |    |    |    |
|  | 6.   | Cavese            | 36 | 30 |   |   |   |    |    |    |
|  | 7.   | Rocchese          | 35 | 30 |   |   |   |    |    |    |
|  | 8.   | Vis Sanseverinese | 34 | 30 |   |   |   |    |    |    |
|  | 9.   | Ebolitano         | 34 | 30 |   |   |   |    |    |    |
|  | 10.  | Agropoli          | 31 | 30 |   |   |   |    |    |    |
|  | 11.  | Palmese           | 28 | 30 |   |   |   |    |    |    |
|  | 12.  | Bertoni Lampara   | 25 | 30 |   |   |   |    |    |    |
|  | 13.  | Sapri             | 18 | 30 |   |   |   |    |    |    |
|  | 14.  | Gelbison          | 15 | 30 |   |   |   |    |    |    |
|  | 15.  | Sianese           | 2  | 30 |   |   |   |    |    |    |
|  | 16.  | Nuova Alba        | 2  | 30 |   |   |   |    |    |    |

Legenda:
      Ammessa alle finali regionali.
      Retrocessa.
Regolamento:
Due punti a vittoria, uno a pareggio, zero a sconfitta.

### Verdetti
- Angri e Battipagliese promosse per ripescaggio.

## Finali per il titolo
| Napoli 4 giugno 1967 | Portici | 2 – 1 | Paganese |  |

| Napoli 11 giugno 1967 | Paganese | 2 – 1 | Maddalonese |  |

| Napoli 18 giugno 1967 | Maddalonese | ? – ? | Portici |  |

### Ripetizione
|  | Pos. | Squadra     | Pt | G | V | N | P | GF | GS |
|  | ---- | ----------- | -- | - | - | - | - | -- | -- |
|  | 1.   | Paganese    | 4  | 2 | 2 | 0 | 0 | 7  | 1  |
|  | 2.   | Maddalonese | 2  | 2 | 1 | 0 | 1 | 4  | 6  |
|  | 3.   | Portici     | 0  | 2 | 0 | 0 | 2 | 1  | 5  |

Legenda:

      Promosso.
Note:

Due punti a vittoria, uno a pareggio, zero a sconfitta.
| Napoli 25 giugno 1967 | Portici | 0 – 2 | Paganese |  |

| Napoli 2 luglio 1967 | Paganese | 5 – 1 | Maddalonese |  |

| Napoli 9 luglio 1967 | Maddalonese | 3 – 1 | Portici |  |

### Verdetti finali
- Paganese e Maddalonese sono promosse in Serie D.